# Кравара (область)

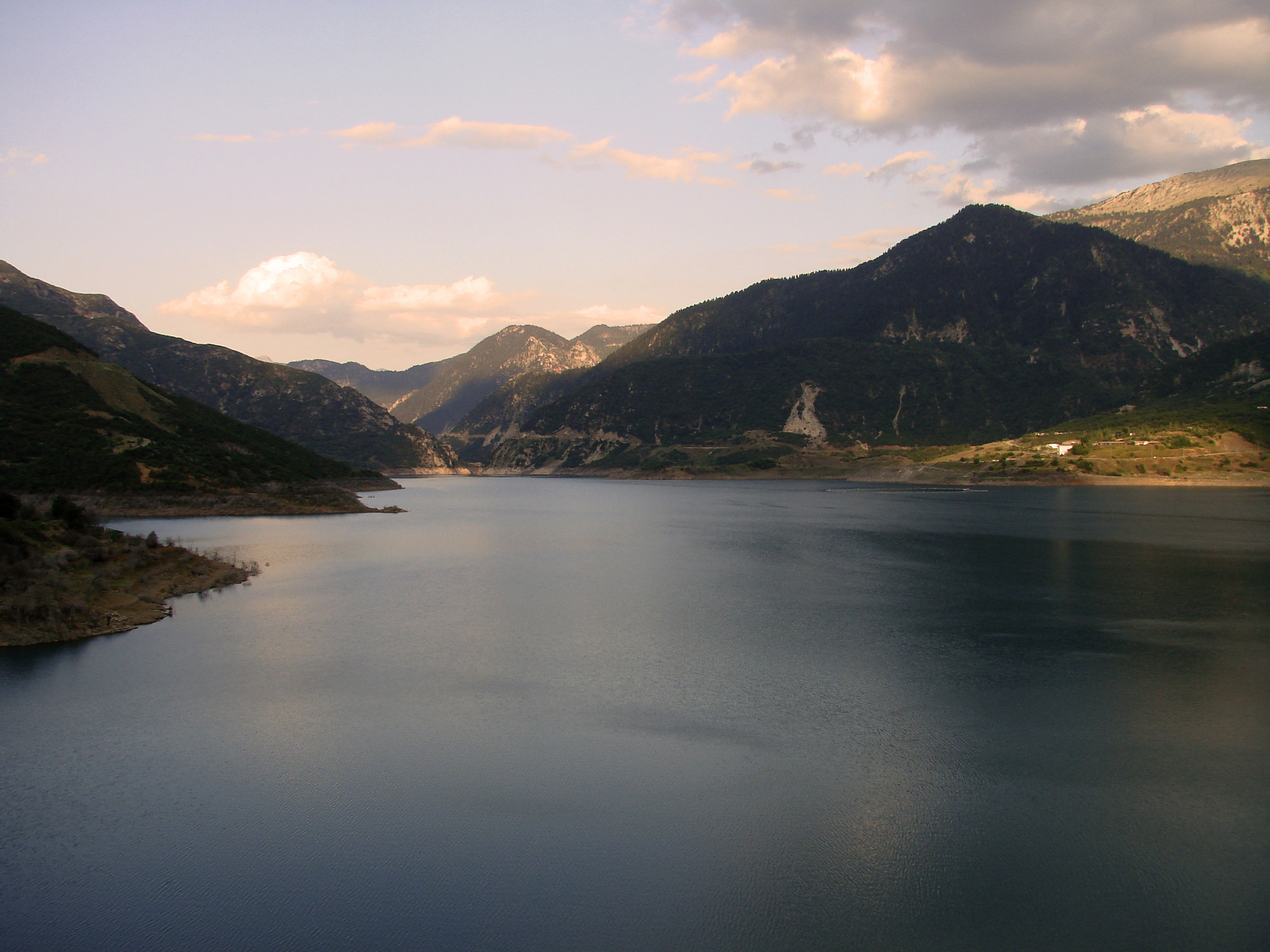
Кравара

Кравара або Краварі (грец. Κράβαρα ή Κράβαρη) — історична область; Етолія і Акарнанія, Центральна Греція. 
Назва району збереглася з часів імперії Османа і відноситься до гірської місцевості на північ від єпархії Венетіко в Навпакті. За часів імперії Османа цей район також був відомий як Влахохорія або Клефтохорія, тобто. земля волохів або земля клефтів.
Етнографія місцевості вражає Франсуа Пуквіль, який визначає її. Георгіос Караїскакіс — уродженець цього району.